# جاي هنت (منتجة تلفزيونية)
جاي هنت (بالإنجليزية: Jay Hunt)‏ هي منتجة تلفزيونية أسترالية، ولدت في 24 نوفمبر 1967 في سيدني في أستراليا.

## وصلات خارجية
- جاي هنت على موقع IMDb (الإنجليزية)